# Пелагатчі (Міссісіпі)
Пелагатчі (англ. Pelahatchie) — місто (англ. town) в США, в окрузі Ренкін штату Міссісіпі. Населення — 1272 особи (2020).

## Географія
Пелагатчі розташоване за координатами 32°19′14″ пн. ш. 89°48′28″ зх. д. / 32.32056° пн. ш. 89.80778° зх. д. (32.320661, -89.807894).  За даними Бюро перепису населення США в 2010 році місто мало площу 15,72 км², з яких 15,37 км² — суходіл та 0,35 км² — водойми.

## Демографія
Згідно з переписом 2010 року, у місті мешкали 1334 особи в 472 домогосподарствах у складі 352 родин. Густота населення становила 85 осіб/км².  Було 514 помешкання (33/км²).
Расовий склад населення:
| - 61,9 % — білих - 32,8 % — чорних або афроамериканців - 0,2 % — азіатів - 0,1 % — корінних американців - 3,8 % — осіб інших рас |

До двох чи більше рас належало 1,1 %. Частка іспаномовних становила 5,5 % від усіх жителів.
За віковим діапазоном населення розподілялося таким чином: 27,6 % — особи молодші 18 років, 58,4 % — особи у віці 18—64 років, 14,0 % — особи у віці 65 років та старші. Медіана віку мешканця становила 38,6 року. На 100 осіб жіночої статі у місті припадало 91,7 чоловіків;  на 100 жінок у віці від 18 років та старших — 87,6 чоловіків також старших 18 років.
Середній дохід на одне домашнє господарство  становив 58 318 доларів США (медіана — 31 599), а середній дохід на одну сім'ю — 71 274 долари (медіана — 43 068). За межею бідності перебувало 15,7 % осіб, у тому числі 17,7 % дітей у віці до 18 років та 9,0 % осіб у віці 65 років та старших.
Цивільне працевлаштоване населення становило 488 осіб. Основні галузі зайнятості: роздрібна торгівля — 22,1 %, освіта, охорона здоров'я та соціальна допомога — 20,7 %, науковці, спеціалісти, менеджери — 10,5 %, будівництво — 9,8 %.